# Zornia glabra
Zornia glabra är en ärtväxtart som beskrevs av Nicaise Auguste Desvaux. Zornia glabra ingår i släktet Zornia och familjen ärtväxter. Inga underarter finns listade i Catalogue of Life.